# Ahmad Chalid Muhammad Mahmud
Ahmad Chalid Muhammad Mahmud (arab. أحمد خالد محمد محمود; ur. 1 grudnia 2000) – egipski zapaśnik walczący w stylu wolnym. Złoty medalista igrzysk afrykańskich w 2023, a także mistrzostw Afryki w 2023 i 2025 roku.